# Arthur Sperry Pearse
Arthur Sperry Pearse (Crete, Nebraska, 15 de março de 1877 – 11 de dezembro de 1956) foi um zoólogo norte-americano.

## Vida
Ele nasceu em uma reserva indígena Pawnee, onde seus pais administravam um posto comercial. Ele obteve seu bacharelado pela Universidade de Nebraska em 1900 e seu mestrado em 1904. Ele então completou seu doutorado em Harvard em 1908. Além disso, em 1942, ele recebeu um Juris Doctorate honorário da Universidade de Nebraska.
De 1927, ele foi professor de zoologia na Duke University, até sua aposentadoria em 1948. Pearse desempenhou um papel fundamental na criação do Marine Biological Laboratory em Beaufort, Carolina do Norte, servindo como seu primeiro diretor, de 1938 a 1945.
Ele fez uma extensa pesquisa sobre a flora de Belize. Ele recebeu seu Ph.D. pela University of Missouri e foi pesquisador no Missouri Botanical Garden, St. Louis.
Ele fez extensas explorações botânicas no México, (península de Yucatán); Panamá; Belize; Guatemala; coletando e preservando espécimes em toda a América Central, Colômbia, Peru, Equador, Arábia Saudita. Grande parte de sua coleção está alojada no Jardim Botânico de Missouri.

## Publicações (selecionadas)
- 1952. Adventure trying to be a zoologist.

- 1950. The emigrations of animals from the sea. Editor Sherwood Press,

- 1945. La fauna.

- 1942. Introduction to parasitology. Editor C. C. Thomas,

- 1939. Animal ecology. McGraw-Hill publications in the zoological sciences. 2ª edición de McGraw-Hill book Co. Inc.

- com Edwin Phillip Creaser, Frank Gregory Hall, Carl Leavitt Hubbs. 1936. The cenotes of Yucatan: a zoological and hydrographic survey. Volumen 457 de Publications, Editor Carnegie Institution of Washington

- 1930. Environment and life. Nature books. Edición reimpresa de C.C. Thomas,

- com Frank Gregory Hall. 1928. Homoiothermism: the origin of warm-blooded vertebrates. Editor J. Wiley,

- 1921. Distribution and food of the fishes of Green Lake, Wis., in summer. Número 906. Editor Gov. Prtg.

- Henriette Achtenberg. 1920. Habits of yellow perch in Wisconsin lakes. Vol. 876-887. Número 885 de Document (United States. Bureau of Fisheries)

- 1918. The food of the shore fishes of certain Wisconsin lakes. Número 856. Editor Govt.

- 1917. General zoology. Editor H. Holt and Co.

- 1910. The crawfishes of Michigan. Volume 1 (Michigan. Geological Survey): Biological series, Michigan. Geological and Biological Survey. Editor Wynkoop Hallenbeck Crawford co.,